# Henry W. Mapp
Kommendör Henry W. Mapp, född i Brittiska Indien, död 2 april 1955, var stabschef, det vill säga generalens högra hand, i internationella Frälsningsarmén 1929–1937.